# ZBD-04
El ZBD-04, també anomenat Tipus 04 o WZ502, és un vehicle de combat d'infanteria amfibi d'origen xinès. El blindat està basat en el BMP-3, enviat a la Xina el 1999 com a fruit de l'acord tecnològic militar del 1997 amb Rússia. Actualment és el vehicle d'aquesta classe més modern i potent de l'Exèrcit Popular d'Alliberament.
El ZBD-04 és produït per Norinco (China North Industries Corporation) i s'estima que se n'han fabricat 500 unitats, que s'estan desplegant a les regions militars de Guangzhou i Nanjing, les dues àrees més properes a Taiwan. Se suposa que aquests blindats operen conjuntament amb els tancs més moderns, com el Tipus 99 i Tipus 96.
Els ZBD-04 se sumen al cos de blindats de transport més gran del món; els vehicles de combat d'infanteria i transports blindats de personal xinesos en total sumen 18.700 unitats, superant numèricament, per poc, als Estats Units d'Amèrica.

## Història
Des de l'aparició del concepte de vehicle de combat d'infanteria, l'any 1967, la Xina n'havia intentat dissenyar diversos cops un de propi. Tot i així va ser incapaç de desenvolupar un blindat amb bona protecció, potència de foc i mobilitat. Per això, finalment, la Xina va decidir començar partint del BMP-1 soviètic com a base. Va comprar-ne alguns models a Egipte, es van desmuntar i se'ls va aplicar enginyeria inversa per poder-lo copiar. A més a més, va aplicar-hi petites modificacions per adaptar-lo als mètodes productius xinesos.
El nou vehicle es va denominar Tipus 86 (o WZ501), i el 1987 en va començar la producció. Va entrar en servei l'any 1992 estant ja completament desfasat.
Tenint present l'experiència, els dirigents xinesos van decidir fer un pacte de cooperació tecnològica militar amb Rússia el 1997. Aquest pacte va permetre un traspàs d'informació i material sobre el BMP-3 el 1999. Basant-se en el disseny rus, els enginyers xinesos van adaptar el vehicle. El projecte, denominat industrialment WZ502, va canviar alguns detalls del model rus (desplaçament del motor al davant del vehicle, menys metralladores frontals...) però en va mantenir les línies generals. El resultat, el ZBD-04, va entrar en servei l'any 2004.
Com a la majoria de tecnologia militar xinesa actual, les millores constants fa que hi hagi un gran nombre de variants amb diferències mínimes. Per això, encara que el ZBD-04 sigui una versió millorada del ZBD-04 se'l sol considerar el mateix blindat.

## Característiques

### Blindatge i distribució
El cos del ZBD-04 és una barcassa feta amb alumini. Tot i que el nivell de protecció és desconegut, es pot suposar que pot aguantar bales d'armes lleugeres, metralla i projectils perforants de calibre 20 o 25 mm a l'arc frontal i de 14,5 mm a la resta. El pendent frontal, tant de la torreta com del casc, són importants. Per contra, els laterals i el darrere són més alts i els manca inclinació, cosa que fa que sovint els projectils enemics penetrin per allà, concretament per la línia de soldadura. Això, combinat amb la munició de 100 mm que transporta, altament inflamable, fa que en cas de penetració del blindat els incendis siguin fatals per la tripulació, com ja s'ha pogut comprovar als vehicles russos desplegats.
La torreta, fabricada amb acer, està desplaçada cap al darrere del vehicle longitudinalment i, respecte dels laterals, està centrada. Tot el conjunt es recolza sobre una eruga compost per 6 rodes de rodament, 3 corrons de retorn, 1 roda de transmissió davantera i una de posterior a cada banda.

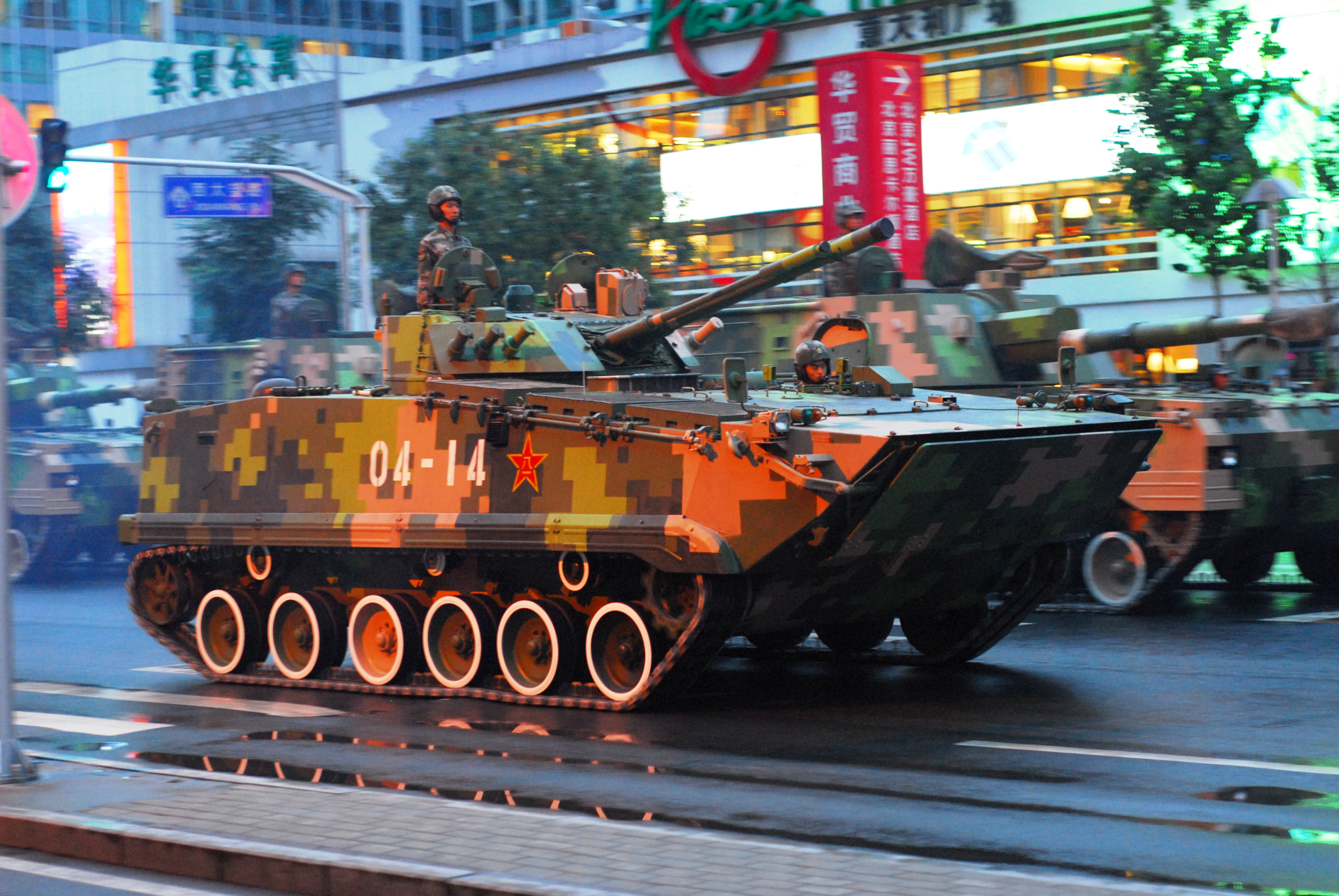
Un ZBD-04, l'any 2009, preparant-se per la desfilada militar del 60è aniversari de la Xina.

La torreta és la mateixa que la del BMP-3, fabricada sota llicència a la Xina i amb la mateixa distribució. Al centre hi ha el canó de 100 mm, al costat dret el canó automàtic de 30 mm i a l'esquerra hi va la metralladora coaxial. A banda i banda, més apartats, hi ha els 3 llançagranades amb granades de fum.
La tripulació del ZBD-04 està dividida en tres compartiments. Al davant a l'esquerra hi van el conductor i un soldat assentats en tàndem, al seu lateral dret hi va el motor. La torreta, operada pel comandant i per l'artiller, està situada entre el primer i el tercer compartiment. Finalment, al darrere de tot, hi ha la zona dels passatgers. Hi van els sis soldats restants i disposen de 2 punts d'observació a costat i costat del vehicle i un altre al darrere. A més a més, també tenen tres espitlleres des d'on poden disparar les seves armes des de dins del blindat (a dreta, esquerra i darrere). Per poder sortir els soldats disposen de dues grans escotilles al sostre i d'una porta al darrere.
Per protegir-se de l'ambient, el ZBD-04 també disposa d'un sistema de defensa col·lectiu contra perills NBQ (nuclears, biològics i químics) per filtratge d'aire, que està situat al darrere i a la dreta de la torreta. A més a més, també es creu que porta instal·lat un sistema làser d'alarma, que detecta els projectils enemics, i un sistema de contramesures.

### Armament

#### Armament principal

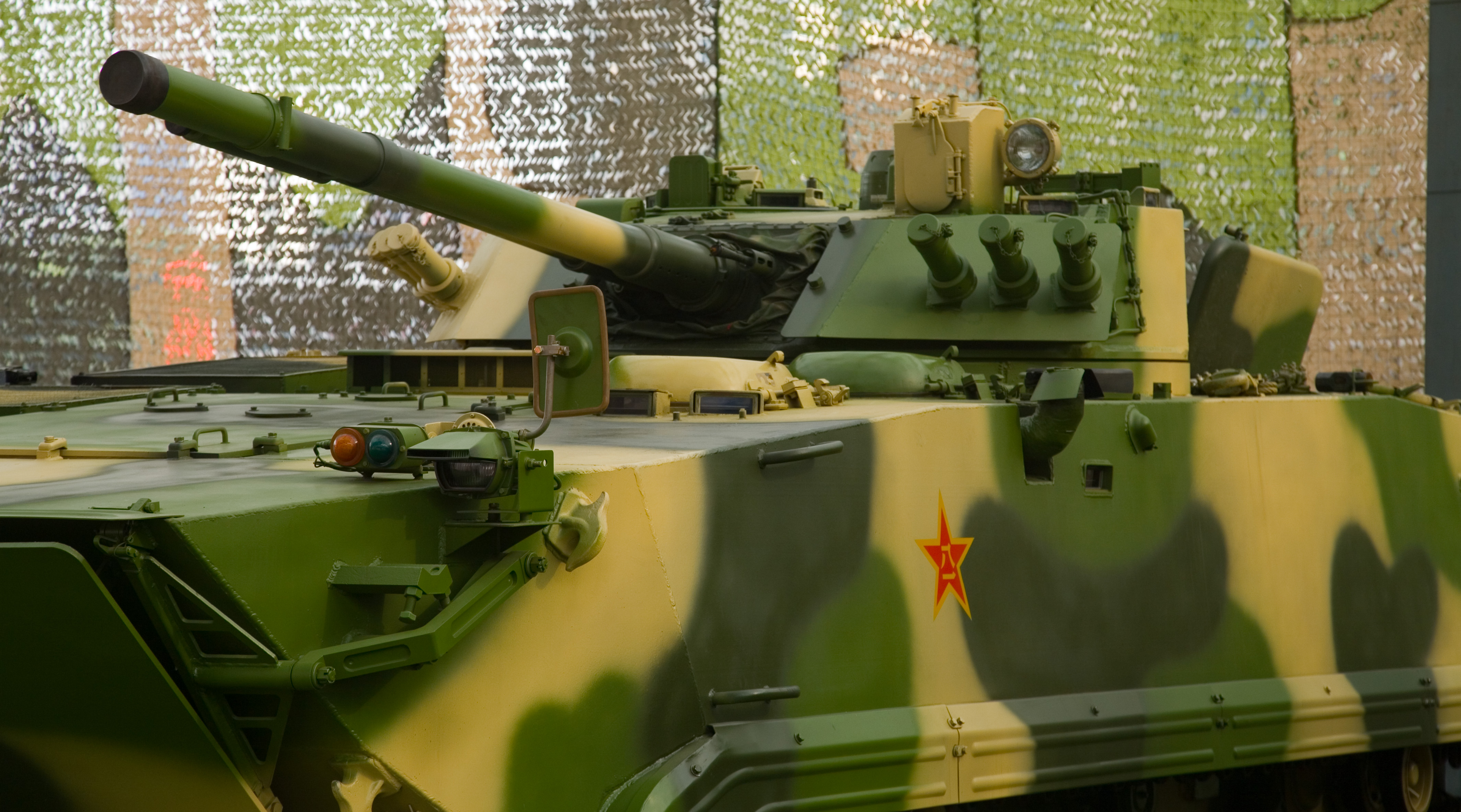
Detall de la torreta i el casc d'un ZBD-04. A la fotografia s'hi pot apreciar el fort pendent frontal i les armes de la torreta.

L'armament principal del ZBD-04, igual que tota la torreta, són còpies de les armes del BMP-3 produïdes localment a la Xina. Aquest armament està compost per un canó d'ànima estriada de 100 mm i un canó automàtic coaxial de 30 mm.
El canó de 100 mm és semiautomàtic i està estabilitzat en dos eixos. Aquest canó, equipat amb un carregador automàtic, és capaç de disparar projectils HE-FRAG (Alt explosiu-Fragmentació) i míssils antitancs 3UBK10 xinesos. L'abast efectiu dels projectils de fragmentació s'estima que és de 4.000 m amb una cadència de tir de foc de 10 trets per minut, i en total la tripulació disposa de 40 projectils.
Per altra banda, el mateix canó pot disparar míssils ATGM 3UBK10, derivats dels míssils russos Bastion (Designació OTAN: AT-10 Stabber). El míssil pot danyar tancs equipats amb blindatge reactiu explosiu (ERA) i també pot atacar objectius aeris volant a baixa alçada, com helicòpters. L'abast mínim de llançament dels míssils és de 100m i pot arribar fins als 4.000. La probabilitat d'impacte és del 80%, amb una penetració de blindatge de 600mm. En total, el ZBD-97, transporta 8 d'aquests míssils.
La segona arma principal és el canó automàtic de 30 mm, també estabilitzat en dos eixos. Pot disparar projectils perforants (AP o Armor-Piercing) i de fragmentació HE-FRAG (Alt explosiu-Fragmentació). La cadència de tir és de 300 trets per minut i l'abast és de 1.500~2.000m. En total a dins del blindat hi ha 500 projectils pel canó automàtic.

#### Armament secundari
Les armes secundàries del ZBD-04 s'han reduït respecte a les del BMP-3. En aquest últim blindat hi anaven tres metralladores, dues al davant i una coaxial a la torreta. En el cas del ZBD-04, al moure el motor al frontal, s'han hagut de suprimir les metralladores del davant del vehicle i com a arma secundària només té la metralladora coaxial de 7,62mm de la torreta.

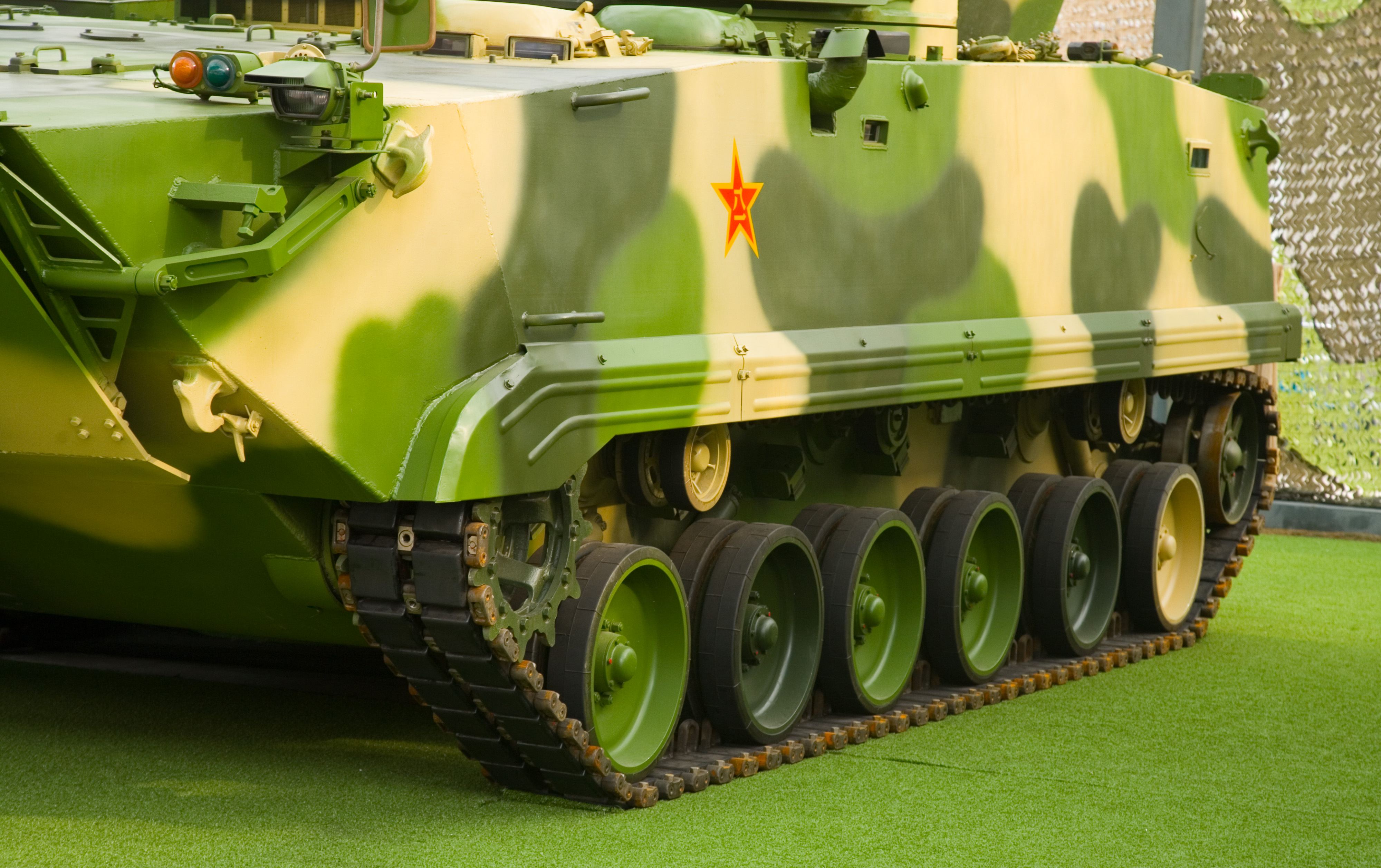
Detall de les erugues d'un ZBD-04.

Per altra banda també disposa de 3 llançagranades a cada banda de la torreta carregats amb una granada de fum.

### Sistema motor
El sistema motor del ZBD-04 és un motor dièsel refrigerat per aigua de model desconegut. Podria ser el motor dièsel BF8M1015CP, de 590 CV o una còpia directa del motor del BMP-3 amb una potència de 500 CV. Muntat a la part del davant i a la dreta del vehicle, el motor està connectat a una transmissió i una caixa de canvis manual de 4 velocitats. Per anar per l'aigua, el ZBD-97 disposa de dos hidrojets que li permeten assolir una velocitat de 13 km/h. A diferència d'altres blindats xinesos, que tenien capacitat amfíbia molt limitada, el ZBD-97 sí que pot navegar llargues distàncies, fent-lo apte per a assalts amfibis.
La suspensió, molt semblant a la del BMP-3, consisteix en un sistema de barres de torsió amb un sistema d'absorció de xocs hidràulic que es connecta a la primera, segona i sisena rodes de rodament. Per millor comoditat de la tripulació, a les erugues s'hi pot acoblar un coixinet de goma per amortir el contacte amb el terra.
Aquest conjunt permet que el ZBD-04 tingui una autonomia de 500 km i pugui assolir els 65 km/h per carretera i uns, aproximadament, 20 km/h a l'aigua. En maniobrabilitat el blindat pot superar pendents del 60%, talussos laterals del 40%, parets verticals de 0,7 m i trinxeres d'1,8 m.

### Equip electrònic i òptic

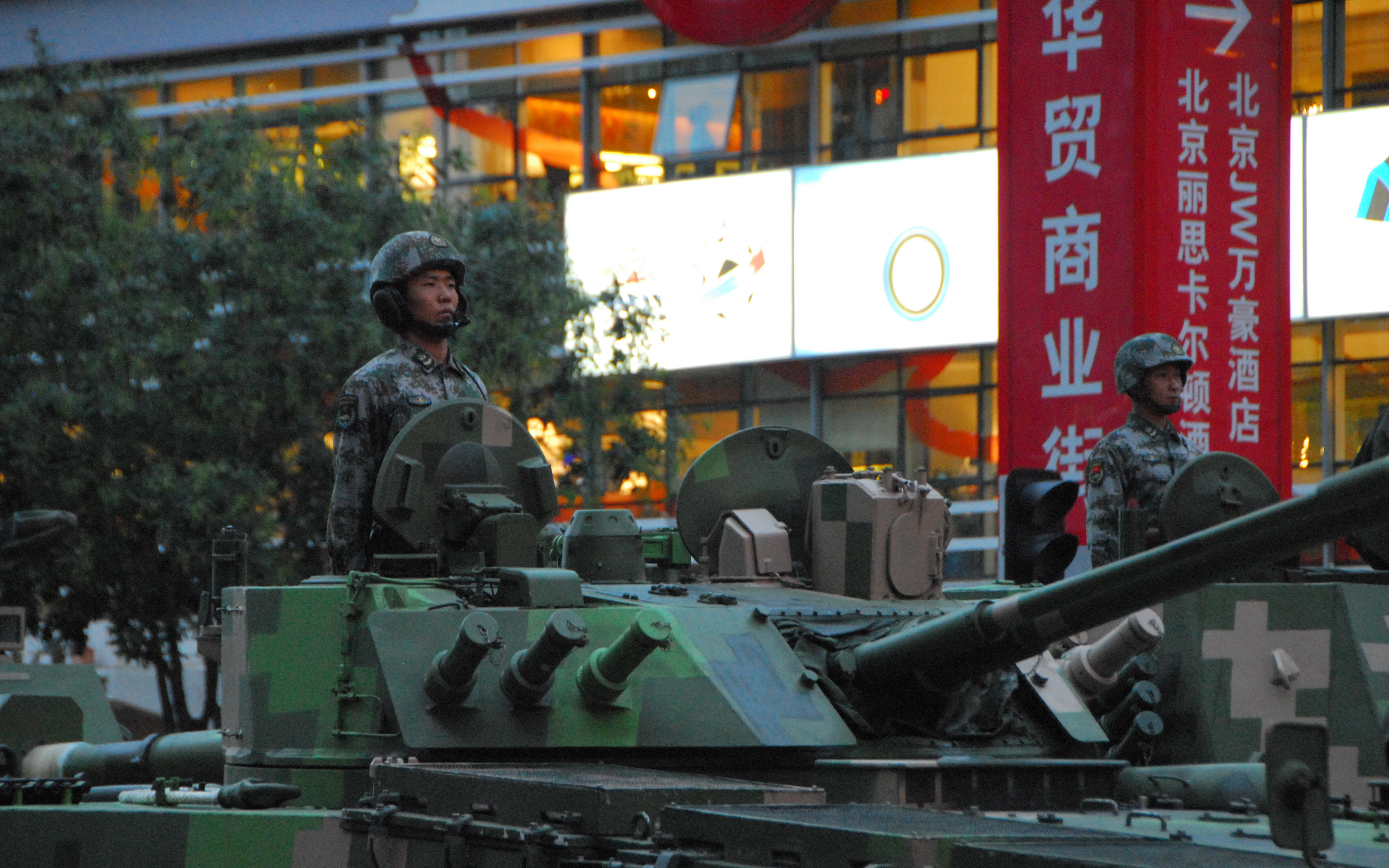
Detall de la torreta d'un ZBD-04, amb el comandant a fora per l'escotilla dreta.

En l'apartat òptic, per començar, el conductor disposa de tres periscopis. El central es pot canviar per un sistema amb intensificador d'imatge per poder-s'hi veure de nit. En qualsevol cas, el ZBD-97 porta dos fars muntats als laterals del morro del blindat dissenyat per il·luminar el terreny sense ser vistos.
L'artiller i el comandant tenen una mira principal combinada amb un intensificador d'imatge per poder disparar de dia i de nit.
En l'apartat d'electrònica el ZBD-97 està equipat amb una computadora balística per calcular els trets, un sistema electromecànic per estabilitzar el canons i un telèmetre làser per mesurar les distàncies.

## Variants

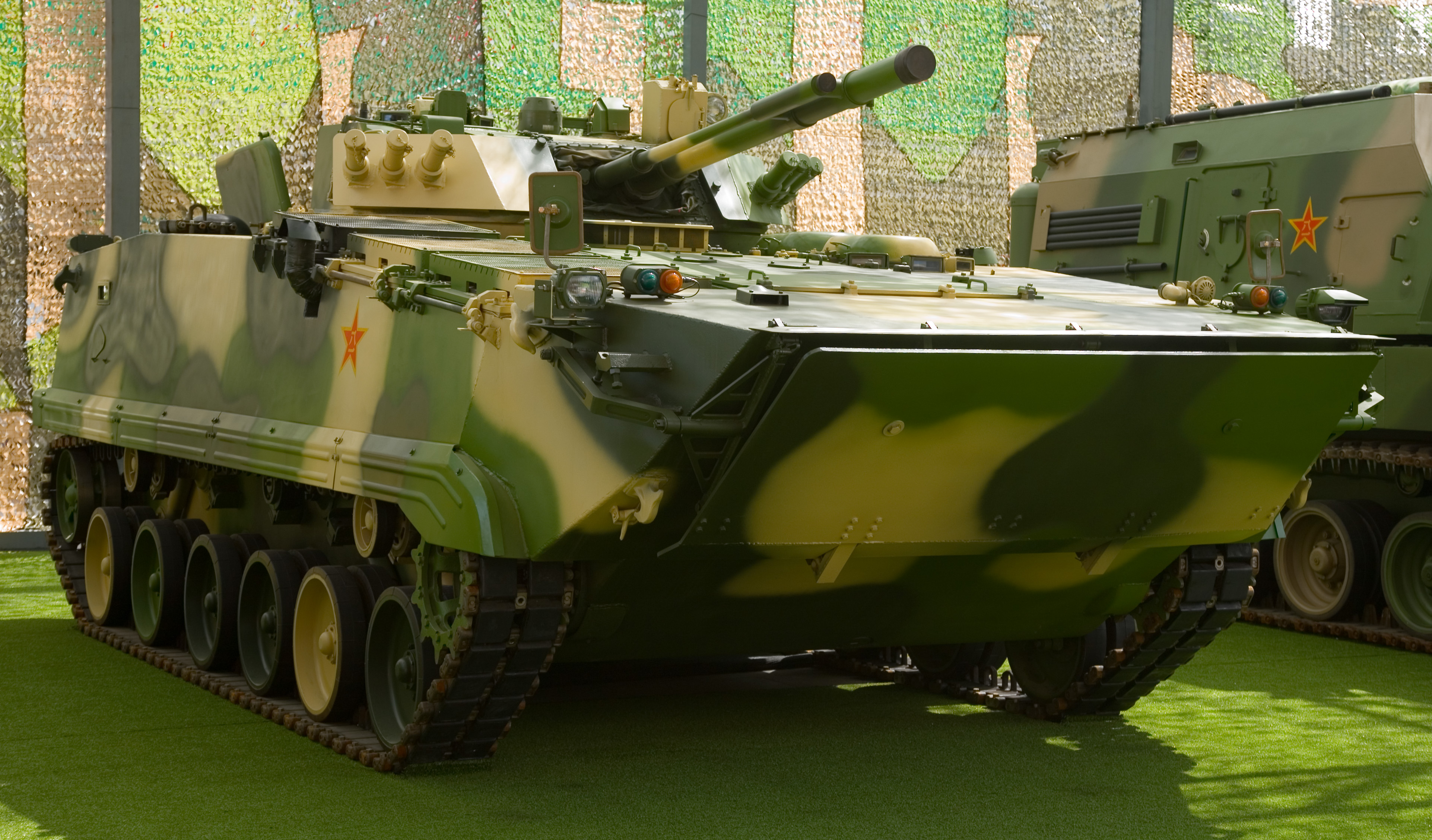
Blindat ZBD-04 al Museu Militar de Beijing durant l'exhibició Les nostres tropes cap al sol l'any 2007.

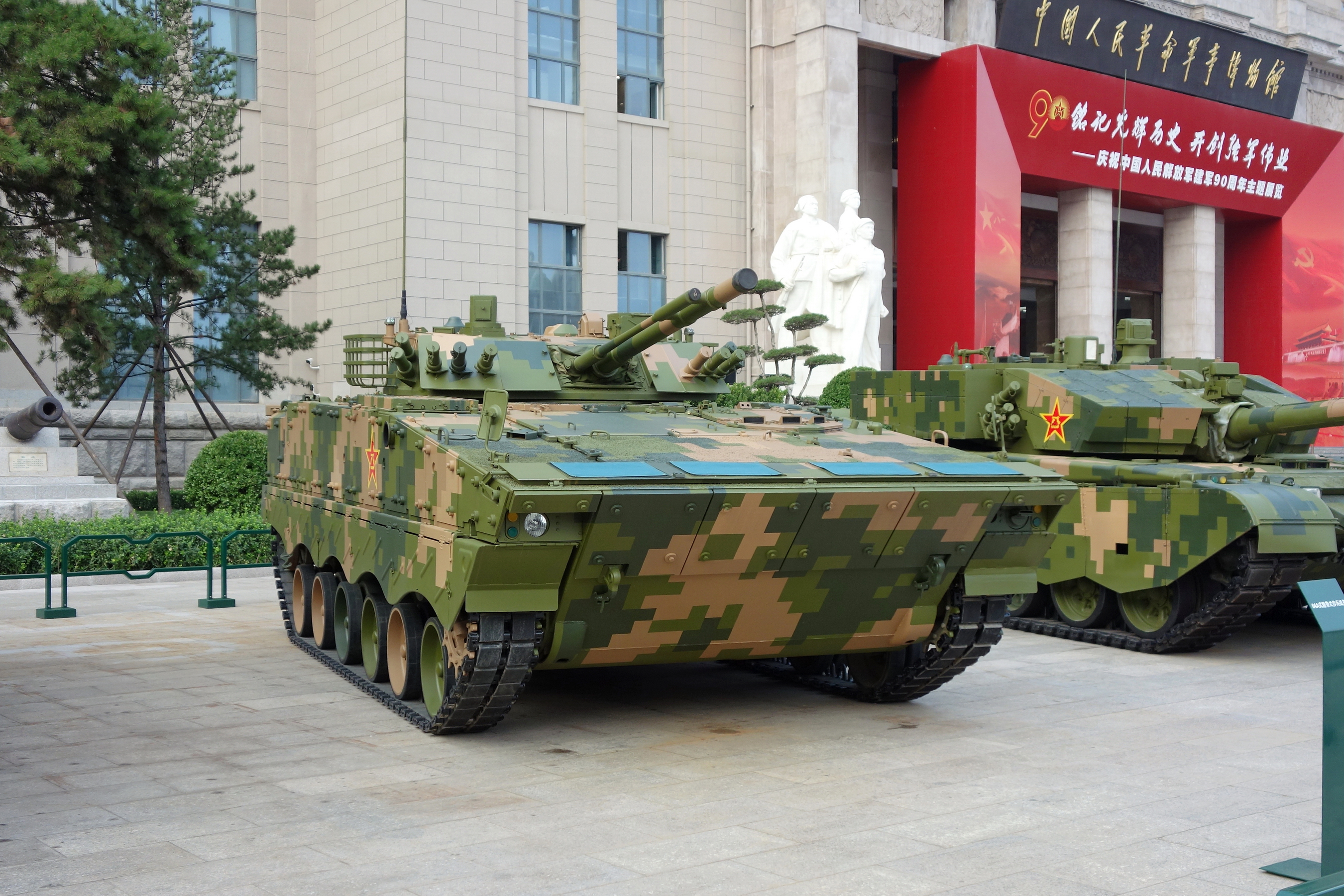
ZBD-04A

Tot i ser un blindat molt actual, el ZBD-97 ja disposa d'un gran nombre de variants:
- ZBD-04 - Versió lleugerament millorada de l'original. Sovint se'l considera el mateix blindat.
- ZBD-08 - Un altre model revisat i millorat. S'hi ha millorat el blindatge a costa de reduir la capacitat amfíbia. Ja ha entrat en servei a l'exèrcit xinès i s'està produint en sèrie.
- Vehicle de recuperació - Variant on s'ha suprimit la torreta i s'hi ha muntat una grua per recuperar vehicles avariats.

- SH3 122-mm - Transformació del ZBD-97 a obús autopropulsat.